# Georges Ribemont-Dessaignes

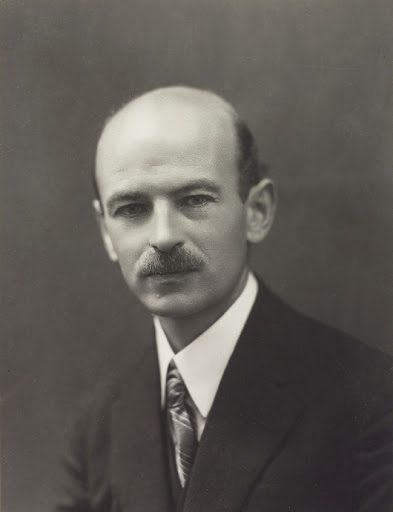
Georges Ribemont-Dessaignes (Foto: Henri Manuel)

Georges Ribemont-Dessaignes (* 19. Juni 1884 in Montpellier, Frankreich; † 9. Juli 1974 in Saint-Jeannet, Frankreich) war ein französischer Schriftsteller und Künstler.

## Leben
Georges Ribemont-Dessaignes studierte Malerei. 1915/16 leistete er seinen Militärdienst ab. Seit 1916 Mitarbeit an der Zeitschrift 291. Er war Teil der Pariser Dada-Bewegung und unterhielt ab 1919 Kontakte zu Tristan Tzara und Francis Picabia. Ab 1925 schloss er sich den Surrealisten an und brach 1929 wieder mit ihnen.
Neben seinen zahlreichen Gemälden schrieb Ribemont-Dessaignes Theaterstücke, Lyrik, Dada-Manifeste, Opernlibretti sowie Beiträge für die dadaistische und später surrealistische Zeitschrift „Litterarture“.
Unter Ribemont-Dessaignes’ Arbeiten für das Theater sind Stücke wie „L'Empereur de Chine“ (1916), „Le Serin Muet“ (1919) oder das Opernlibretto „Les larmes de couteau“ (1928) (Musik: Bohuslav Martinů). Auch schrieb er Romane wie „L'Autruche aux yeux clos“ (1924), „Ariane“ (1925), „Le Bar du lendemain“ (1927), „Céleste Ugolin“ (1928) oder „Monsieur Jean ou l'Amour absolu“ (1934).

## Referenzen
- Mel Gordon (Hrsg.) (2001): Dada Performance. New York: PAJ Publications, ISBN 1-55554-011-2
- Peter France (Hrsg.) (1995): The New Oxford Companion to Literature in French. Oxford University Press, ISBN 0-19-866125-8
- Georges Ribemont-Dessaignes (1958): Déjà Jadis Ou Du Mouvement Dada À L Espace Abstrait

## Musik
- Aufnahme der Oper „Les larmes de couteau“ von Martinů auf CD mit einem Kommentar von Aleš Březina. Erschienen bei Supraphon (1999)